# Italo Alaimo
Italo Alaimo (Roma, 9 agosto 1938 – Novara, 17 luglio 1967) è stato un calciatore italiano, di ruolo ala destra.
Morì tragicamente nel corso delle visite mediche, prima che fosse ufficializzato il suo acquisto da parte del Novara Calcio. La sua vicenda scosse particolarmente l'opinione pubblica italiana.

## Biografia

### Giocatore
Ala destra di movimento, Italo Alaimo disputò la prima parte della sua carriera in Serie C. Nelle due stagioni al Chieti risultò essere tra i più forti giocatori della categoria nel suo ruolo. Rimase in Abruzzo fino al 1963, trasferendosi poi al Rosignano. Ma già nel novembre dello stesso anno, dopo 6 incontri disputati, Alaimo passò alla Reggina allenata da Leo Zavatti.
In maglia amaranto conquistò la promozione in Serie B al termine della stagione 1964-1965. In serie cadetta disputò due stagioni, scendendo in campo in 59 occasioni e mettendo a segno 4 reti. Nel luglio 1967 Alaimo si trasferì ufficialmente al Novara, sempre in Serie B, per 35 milioni di lire (una quotazione tra le maggiori dell'epoca).

### La morte
Fu proprio a Novara che Italo Alaimo trovò tragicamente la morte, il 17 luglio 1967, pochi giorni prima del suo ventinovesimo compleanno. Quel giorno venne infatti presentato ai nuovi tifosi, e subito dopo si recò all'Ospedale Maggiore della città piemontese per sottoporsi alle consuete visite mediche.
Alaimo salì sul cicloergometro, per sottoporsi ad un'ecocardiografia da sforzo. Ad esame quasi ultimato, mentre stava scendendo dallo strumento, rimase folgorato: dopo aver ricevuto il segnale dei medici, Alaimo rallentò la pedalata e si asciugò il sudore e proprio in quell'istante, colto da uno spasimo che lo bloccò in piedi sui pedali, lanciò un urlo straziante; il giocatore romano provò anche a staccarsi dallo strumento, ma invano. Lo staff medico staccò immediatamente i contatti elettrici, ed Alaimo cadde rantolando a terra. Nonostante i tentativi di rianimazione, il giocatore morì.
L'inchiesta della magistratura stabilì che il decesso di Italo Alaimo fu dovuto a: "[...] folgorazione da corrente elettrica determinatasi tra due prese a terra, entrambe in quel momento sotto tensione per effetto di una perdita di energia proveniente da un altro apparecchio elettrico collegato, attraverso l'impianto di riscaldamento, ad uno dei neutri facenti funzione di presa a terra". L'inchiesta rivelò che il cicloergometro era collegato tramite presa di terra ad un termosifone, e che a quest'ultimo arrivava corrente elettrica da un fornello della cucina, tramite i tubi dell'impianto di riscaldamento.
Lo staff medico venne pertanto scagionato; vennero rinviati a giudizio per concorso in omicidio colposo tre dipendenti dell'Ospedale: un geometra, un perito industriale ed il capo elettricista. Nel novembre 1972 il processo venne sospeso già alla prima udienza, e fu dichiarata la nullità dell'istruttoria: la richiesta di nullità formulata dagli avvocati difensori fu accolta poiché ad uno degli imputati non era stato notificato l'avviso dell'avvio del procedimento. Il processo si avviò pertanto verso la prescrizione.

## Statistiche

### Presenze e reti nei club
| Stagione       | Club             | Campionato     | Campionato | Campionato |
| Stagione       | Club             | Comp           | Pres       | Reti       |
| -------------- | ---------------- | -------------- | ---------- | ---------- |
| 1957-1958      | Reggina          | C              | 0          | 0          |
| 1958-1961      | Volsinio Roma    | I^ Cat.        | ?          | ?          |
| 1961           | Tevere Roma      | C              | 0          | 0          |
| nov. 1961-1962 | Chieti           | C              | 30         | 4          |
| 1962-1963      | Chieti           | C              | 28         | 5          |
| Totale Chieti  | Totale Chieti    | Totale Chieti  | 58         | 9          |
| 1963           | Rosignano Solvay | D              | 6          | 0          |
| nov. 1963-1964 | Reggina          | C              | 25         | 5          |
| 1964-1965      | Reggina          | C              | 32         | 3          |
| 1965-1966      | Reggina          | B              | 34         | 3          |
| 1966-1967      | Reggina          | B              | 25         | 1          |
| Totale Reggina | Totale Reggina   | Totale Reggina | 116        | 12         |

## Palmarès

### Club

#### Competizioni nazionali
- Serie C: 1

Reggina: 1964-1965